# Транзитен метод
Метод на транзитната фотометрия е начин за откриване на екзопланети, основан на наблюденията върху преминаването на планетата на фона на звезда. Позволява да се определят размерите, а в съчетание с метода на Доплер – и плътността на планетите. Дава също информация за наличието и състава на атмосферата.
Към 4 септември 2012 г. чрез транзитния метод са открити 283 планети в 229 планетни системи.
На 26 август 2010 г. е обявено откриването на първата двутранзитна система (Kepler-9b и Kepler-9c).